# 时钟广场 (阿维尼翁)
时钟广场（Place de l'Horloge）是阿维尼翁的一个广场。
考古发掘表明，这里在古罗马时期就是阿维尼翁的集市广场。在整个中世纪，此处仍是古城的中心。广场上有一座古老的本笃会圣老楞佐修道院。1471年，市政厅安装了时钟。
在恐怖统治时期，1793年10月7日到1794年2月3日，广场上安装了断头台。

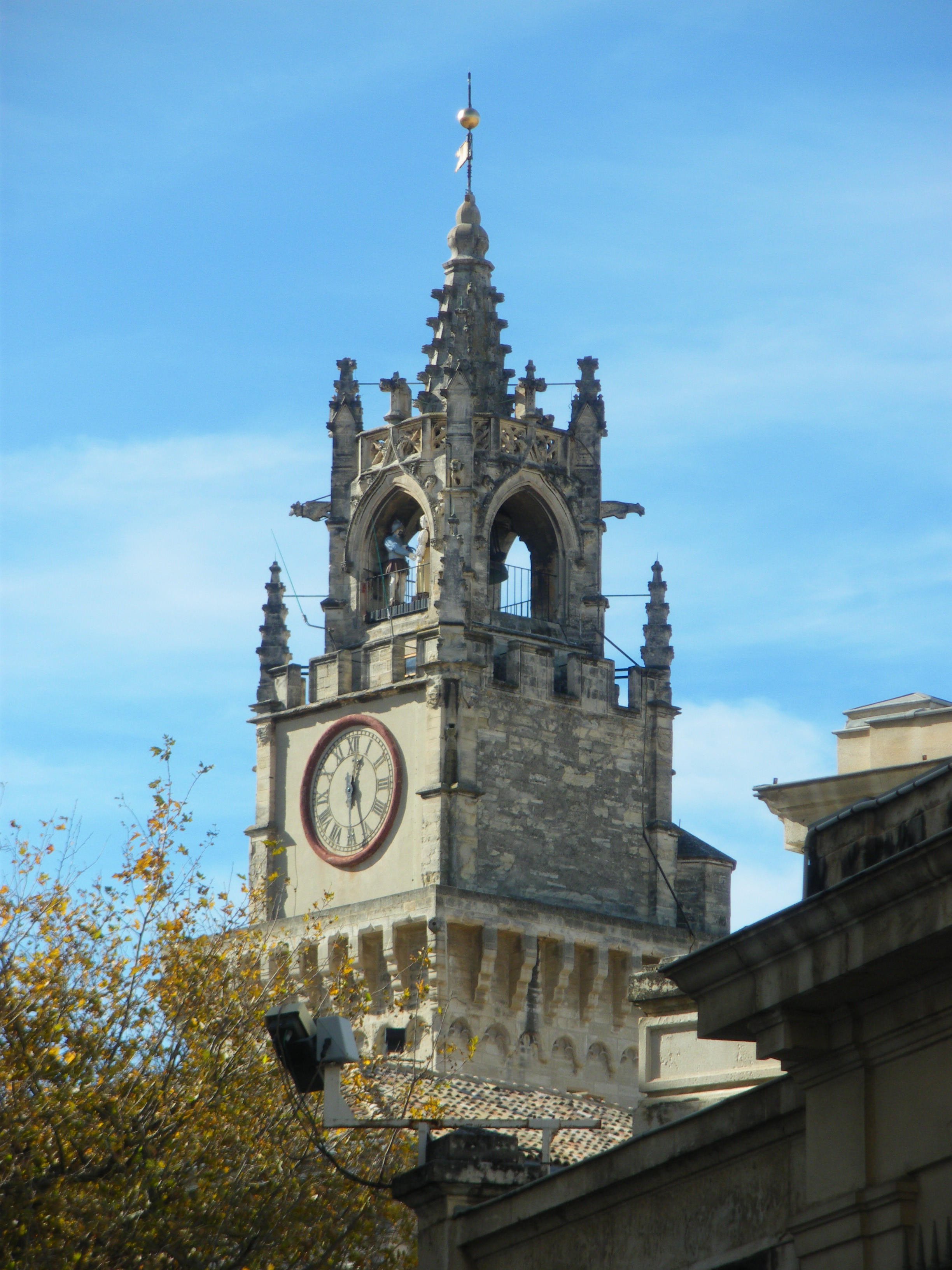
市政厅钟楼
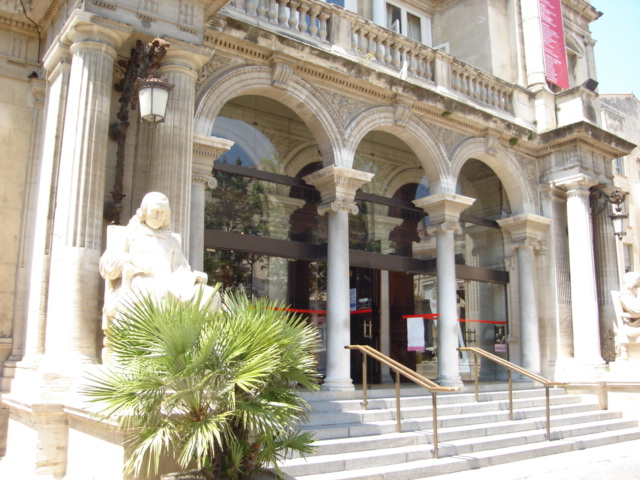
阿维尼翁歌剧院
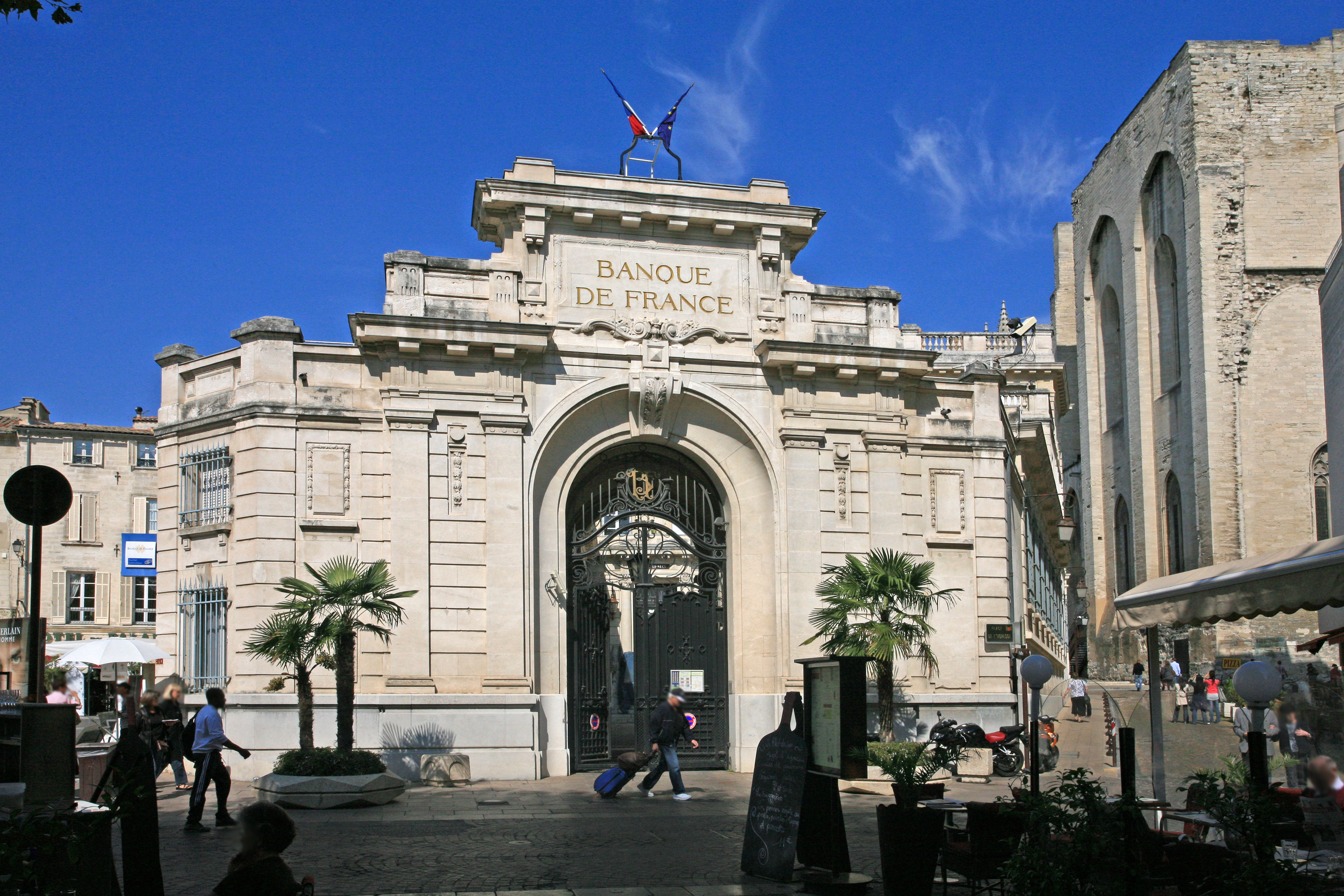
法兰西银行

在法国大革命期间被废弃的圣老楞佐修道院，在1823年被夷为平地，1825年10月30日成立了市立剧院。 